# Ripipteryx saltator
Ripipteryx saltator is een rechtvleugelig insect uit de familie Ripipterygidae. De wetenschappelijke naam van deze soort is voor het eerst geldig gepubliceerd in 1896 door Saussure.